# Aleksandr Fiedotkin
Aleksandr Aleksandrowicz Fiedotkin (ros. Александр Александрович Федоткин, ur. 3 listopada 1955 w Szacku, zm. w 1998) – białoruski lekkoatleta, długodystansowiec, medalista mistrzostw Europy w 1978. W czasie swojej kariery reprezentował Związek Radziecki.
Zdobył srebrny medal w biegu na 5000 metrów na mistrzostwach Europy w 1978 w Pradze razem z Marlkusem Ryffelem ze Szwajcarii, z którym wbiegł równocześnie na metę, a przegrywając tylko z Venanzio Ortisem z Włoch. Na halowych mistrzostwach Europy w 1979 w Wiedniu zdobył brązowy medal w biegu na 3000 metrów, za Ryffelem i Christophem Herle z Republiki Federalnej Niemiec. Zajął 2. miejsce w biegu na 5000 metrów w finale pucharu Europy w 1979 w Turynie.
Zajął 8. miejsce w biegu na 5000 metrów na igrzyskach olimpijskich w 1980 w Moskwie oraz 11. miejsce w biegu na 3000 metrów na halowych mistrzostwach Europy w 1982 w Mediolanie.
Trzykrotnie startował w mistrzostwach świata w biegach przełajowych, zajmując indywidualnie 92. miejsce w 1977, 25. miejsce w 1978 i 48. miejsce w 1979 (drużynowo Związek Radziecki zdobył brązowe medale w 1977 i 1979).
Fiedotkin był mistrzem ZSRR w biegu na 5000 metrów w 1978 oraz halowym mistrzem ZSRR w biegu na 3000 metrów w 1979.
Rekordy życiowe Fiedotkina:
- bieg na 1500 metrów – 3:38,4 (9 czerwca 1979, Soczi)
- bieg na 3000 metrów – 7:46,3 (24 czerwca 1978, Wilno)
- bieg na 5000 metrów – 13:17,66 (10 lipca 1979, Budapeszt)
- bieg na 10 000 metrów – 27:41,89 (4 września 1979, Bruksela)
- bieg na 3000 metrów (hala) – 7:45,50 (25 lutego 1979, Wiedeń)
- bieg na 5000 metrów (hala) – 13:37,19 (10 marca 1979, Mediolan)

Został pochowany w Szacku 1 października 1998.